# Bryum lamprochaete
Bryum lamprochaete är en bladmossart som beskrevs av Per Karl Hjalmar Dusén 1903. Bryum lamprochaete ingår i släktet bryummossor, och familjen Bryaceae. Inga underarter finns listade i Catalogue of Life.